# Kilan (vattendrag)
Kilan är ett biflöde till Nissan, Hallands län. Mynnar ut i Nissan vid Torup. 
Ån har tillflöde från Prästasjön i Torup och sitt ursprung från Jönköpings län. I Kinnared sammanflyter Österån och Västerån samman och bildar Kilan. Västerån rinner genom Burseryd och avvattnar sjöar strax väster om Gislaved. Österån rinner genom Landeryd och har sitt ursprung i sjön Söingen väster om Villstad.